# Juliette au pays des hommes
Juliette au pays des hommes est un roman de Jean Giraudoux publié le 22 août 1924 aux éditions Émile-Paul Frères.

## Résumé
Quand paraît ce court roman en 1924, trois ans après Suzanne et le Pacifique, son auteur, Jean Giraudoux, est âgé de 42 ans. Il s’agit donc d’une œuvre de maturité au cœur de la décennie durant laquelle paraissent ses principaux romans, avant que l’écrivain-diplomate ne se dirige vers le théâtre.
La tranche de vie de Juliette que nous présente Giraudoux s’étale sur un mois, une parenthèse cruciale dans la vie de la jeune femme, dans un roman conçu avec un chapitre introductif et un chapitre conclusif constituant les deux parenthèses entre lesquelles Juliette s’égare au pays des hommes, sans majuscule c’est-à-dire dans un univers exclusivement masculin, Juliette étant effectivement le seul être féminin du roman.
L’œuvre débute dans un décor champêtre en plein été en Auvergne. Juliette séjourne auprès de son oncle et fréquente son fiancé, Gérard. Les deux amoureux ont prévu de se marier dans un mois. Tels Adam et Eve au jardin d’Eden, les deux fiancés mènent une vie paisible, dans le cadre idyllique d’une végétation luxuriante sous une chaleur accablante. Comme le tonnerre qui subitement retentit en pleine canicule estivale, cette idylle s’interrompt brutalement avec une décision surprenante de la part Juliette, sous la forme d’un billet laconique glissé au petit matin sous la porte de son Roméo. Aucune explication. Le jeune accepte, ou plutôt subit cette rupture qui promet de n’être que provisoire.
Le voyage de Juliette au pays des hommes commence. Au rythme lent voire figé de la scène bucolique du chapitre premier, succède la rapidité des voyages, des rencontres et des désillusions dans un univers urbain et froid. La jeune femme quitte l’Eden, arrive sur Terre ou plutôt descend progressivement les degrés d’un Enfer très masculin. Le contenu des parenthèses est constitué d’une série de portraits d’hommes à forte personnalité, voire caricaturaux. Avant de se marier, Juliette veut s’assurer de son choix. Elle ne se fie pas au hasard de rencontres improbables, mais reprend son carnet, son journal intime rédigé avec la minutie d’un entomologiste pour la description d’hommes exceptionnels, extraordinaires au sens étymologique, croisés au cours de son adolescence.
En fait, son voyage anthropologique avait déjà commencé avec la description de son oncle, le premier des personnages excentriques présentés dans ce polyptyque de figures masculines hautes en couleur. Cet oncle nourrit une étrange fascination pour les traitres au point de leur ériger des statues et de leur attribuer des allées dans son parc auvergnat. Suivent les portraits de plusieurs individus fort différents en âge, en condition sociale, mais présentant tous un caractère moral comparable. Le roman de Giraudoux se distingue ainsi totalement des Caractères de La Bruyère. Tel l’oncle, ils apparaissent comme des spécialistes réputés mais qui ne sont en fait que des êtres passionnés par leur domaine de compétence, monomaniaques et surtout totalement égocentriques, ne prêtant aucune véritable attention à la jeune femme qui vient à leur rencontre. Imbus de leur science, et plus encore de leur propre personne, ils ne questionnent nullement Juliette sur ses motivations, sur sa vie. Les hommes seraient-ils donc tous simplement égoïstes ?
Ainsi, Juliette tente-t-elle de retrouver vainement Rodrigue, herpétologiste de renommée mondiale, Emmanuel, l’incarnation même de l’orgueil qu’elle s’empresse de fuir, Jean l’archéologue sensible aux opportunités féminines, Lemançon, linguiste passionné de vocabulaire, l’auteur du roman lui-même qui se met en scène. Il ne dépareille en rien des personnages précédents par sa suffisance. S’il consent à lui accorder une entrevue, c’est pour se raconter, pour évoquer ses anciennes controverses avec un ami du lycée, notamment au sujet de l’usage abusif des adjectifs en littérature. Giraudoux fait en effet un large usage des adjectifs dans sa prose qui apparaît riche, parfois pesante. Pour l’auteur rencontré par Juliette (comme peut-être pour tous les hommes ?). Les hommes sembleraient ainsi se limiter au cliché de l’éternel féminin, sans leur reconnaître une quelconque individualité, une complexité d’âme qui échapperait à l’homme. La dernière rencontre, la plus tragique aussi, se déroule dans les bras de Boris qui tente de la violer dans une loge de l’Opéra (chap. 7). Juliette parvient finalement à échapper à l’étreinte de ce séducteur très baroque par un coup de poignard. Meurtre factice, tout comme l’arme elle-même. L’agresseur repenti finit même par l’inviter au restaurant. Ce qu’elle accepte !
La parenthèse de ce voyage initiatique au pays des hommes se referme, comme la parenthèse, dans le jardin des délices, le parc auvergnat où Juliette retrouve Gérard, en tenue d’Adam. Des déclarations d’amour réciproques concluent le récit, tel un échange de consentements. Après l’austérité rébarbative des savants sans cœur, Juliette découvre l’humanité, celle des sentiments. La déception de Juliette, la morale de son périple au pays des hommes, étaient ainsi déjà annoncées au milieu du roman.

## Éditions
- Juliette au pays des hommes, éditions Émile-Paul frères, 1924